# Prunus japonica
Prunus japonica Thunb., 1784, comunemente noto come ciliegio coreano, è un cespuglio della famiglia delle Rosacee, estesamente coltivato per usi ornamentali, ma in diverse varietà appositamente selezionate, anche come frutta di un certo rilievo.
La regione di origine si estende dalla Cina centrale fino a tutta la penisola della Corea; anche il P. maximowiczii, detto anche "Miyama cherry" è spesso richiamato come 'ciliegio coreano'.

## Descrizione

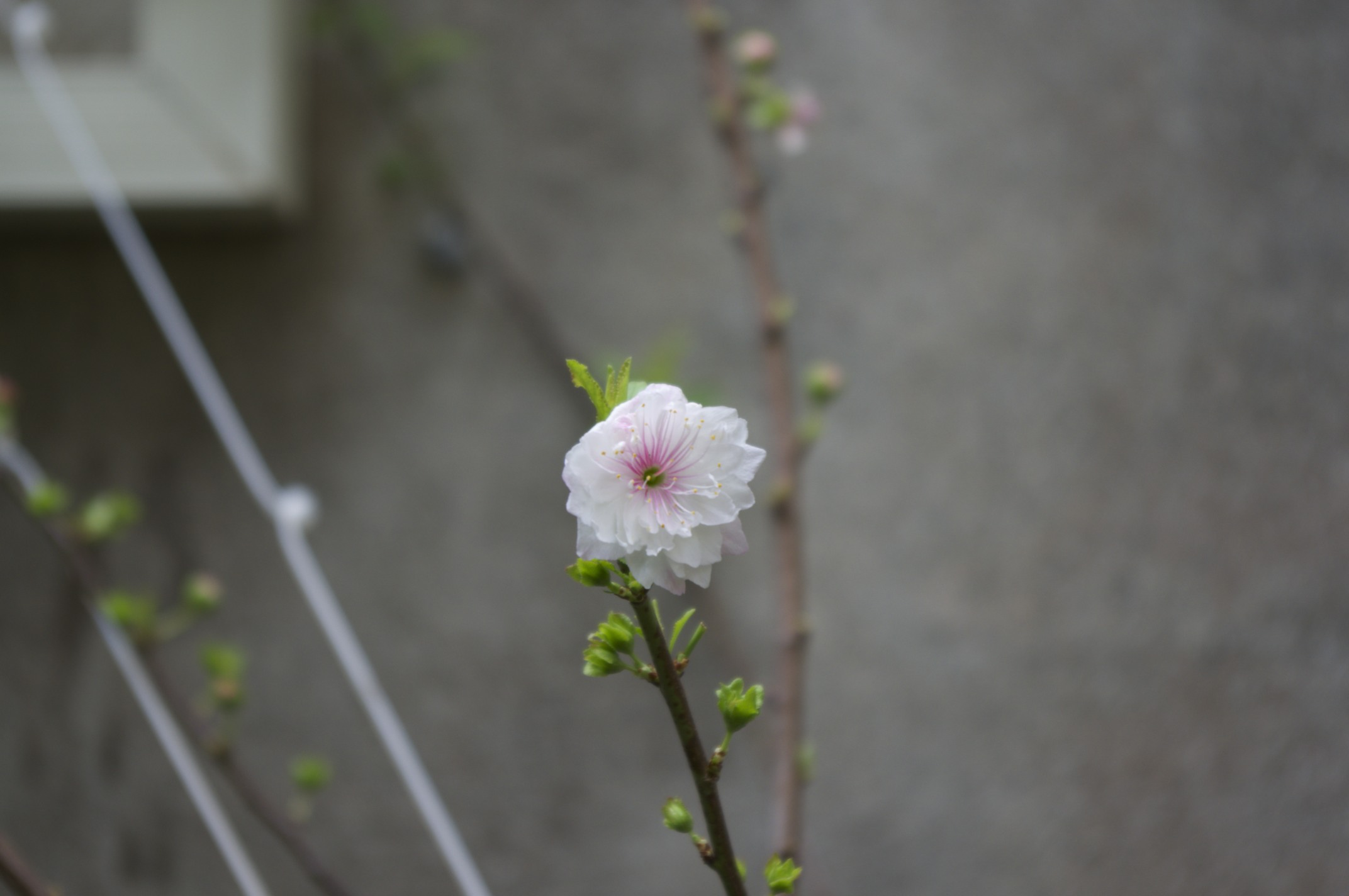
Fiore

Il cespuglio raggiunge raramente altezze superiori a 1,5 m, con larghezza dello stesso ordine di misura.
I frutti hanno un diametro di circa 14–15 mm, sono di un gradevole sapore dolce con un fondo acidulo-amaro, che ricorda quello delle amarene.
I frutti possono essere coltivati freschi o trasformati in composte.
la pianta, se non si richiedono particolari conservazioni delle caratteristiche della pianta madre, possono facilmente essere riprodotte da seme; altrimenti possono essere moltiplicate per via vegetativa (talea o propaggine).

## Coltivazione
La pianta preferisce suoli drenati, non ha esigenza di suoli particolarmente ricchi.
È pianta da ambiente ben soleggiato, ma tollera lievi ombreggiature.

## Medicina
La pianta, con i suoi componenti in amigdalina ed analoghi, (precursori dell'acido cianidrico), è estesamente usata, in dosi adeguate, (l'acido cianidrico è tossico ad alte dosi), dalla medicina tradizionale cinese come stimolante della respirazione e per migliorare la digestione, oltre a numerose altre attività attribuite: come ipotensivo, antiedemico, narcotico, ecc..

## Altri usi
Le foglie sono usate per ottenere una tintura per i tessuti di colore verde, i frutti invece danno una tintura verdastro-grigia.

## Varietà
Sono descritte diverse varietà:
- P. japonica eujaponica
- P. japonica gracillima
- P. kerii
- P. japonica nakaii, di origine della Manciuria, che produce frutti di grande dimensione (fino a 40 mm).